# Иванов, Михаил Михайлович (инженер)
Михаил Михайлович Ивано́в (1905—1974) — советский инженер-механик.

## Биография
Иванов Михаил Михайлович родился 16 (29 октября) 1905 года в Уфе (ныне Башкортостан).
Место работы: с 1925—1940 годах работал на предприятиях БАССР, в 1940—1942 годах — механик ЦНИЛ «Башнефть»; с 1942 по 1968 год — старший инженер, заведующий лабораторией Уфимского НИИ нефтяной промышленности (БашНИПИнефть).
Иванов Михаил Михайлович сконструировал глубинные приборы для исследования скважин. Им были разработаны манометры, термографы, расходомеры, пьезографы (МГИ-3, ДЛПП-4, ГПП-3). Является автором 19 изобретений.
Умер 29 сентября 1974 года в Уфе

## Награды и звания
- Сталинская премия третьей степени (1952) — за разработку новых методов детального исследования физических свойств нефтей в пластовых условиях
- заслуженный изобретатель РСФСР (1965)[2]
- орден Трудового Красного Знамени (1949)